# Bröderna Lundbergs Mekaniska
Bröderna Lundbergs Mekaniska var ett svenskt verkstadsföretag verksamt från 1945 till 1980 i Skellefteå i Västerbotten.

## Bröderna Lundberg
Företaget grundades av bröderna Birger (född 1913) och Göran (född 1915) Lundberg. De växte upp på Norrböle i en syskonskara på 10 syskon. Birger blev med tiden svetsarlärling och Göran arbetade vid olika mekaniska verkstäder kring Skellefteå. 1945 startade de sin egen smedja i en ladugård på föräldrarnas lantbruk som låg alldeles i närheten av platsen där simhallen Eddahallen ligger idag. Inriktningen var reparationer och produkter för lantbruket.

## Baklastaren
En av de första stora uppfinningarna var en hydraulisk lyft till BM 10 traktorn som gjordes i 1500 exemplar. Man arbetade vidare och tog fram olika varianter av hytter, plogar och frontlastare för jordbrukstraktorer. Från omkring 1950 gjordes ett 50-tal frontlastare för BM 35, Volvo T 31 och Fordson. 1951 hade personalstyrkan vuxit till ett dussintal anställda och man flyttade verksamheten till Mullbergets industriområde. Här påbörjade man utvecklingen av det som skulle bli företagets stora produkt, lastmaskiner av den så kallade typen baklastare.
1951 tillverkades den första baklastaren med en Fordson jordbrukstraktor som bas och under de följande åren fram till 1956 gjordes baklastare av modell "BL-lastaren" (BL = Bröderna Lundberg) på flera fabrikat, till exempel Fordson, Nuffield och Volvo. Innovationerna avlöste varandra, ett mekaniskt snabbfäste 1954-55, parallellföring och dubbelverkande lyftkolvar också 1955.
Vid denna tid var BL-lastaren världens första lastmaskin med dessa tre banbrytande funktioner (redskapsfäste, parallellföring och dubbelverkande lyftkolvar). Även om Bröderna Lundberg inte "uppfann" baklastaren som koncept så skulle det bli (främst genom samarbetet med Bolinder-Munktell och Volvo) de som gjorde lastmaskinen till en världsprodukt.

## Samarbetet med BM/Volvo
1957 slöt Lundbergs avtal med Bolinder-Munktell (BM) i Eskilstuna. De tidigare röd/gröna BL lastarna blev nu gula och kallades enbart H-10 då man framgent enbart använde BM traktorer som bas. Utvecklingen gick nu vidare i samarbete med BM. Under 1960-talet flyttades successivt ansvaret för konstruktion, provning och service till BM i Eskilstuna. 1965 hade Lundbergs 300 anställda som tillverkade 2000 lastmaskiner per år. 1969 sålde bröderna verksamheten till Samme Lindmark och Helge Karinen.
Verksamheten drevs vidare med produktion av nya modeller baklastare. 1972 var man 500 anställda, men detta krympte under följande år. 1976 påbörjas flytt av delar av verksamheten till nya lokaler på Hedensbyn. Våren 1977 visas på mässan Entexpo den egenutvecklade redskapsbäraren BL341, som sedermera skulle komma att kallas "Lundbergare".

## Lundberg Hymas
1980 såldes företaget och bytte namn till Lundberg Hymas AB. Man tillverkade nu vid sidan om baklastarna och Lundbergaren, ett egenutvecklat parallellfört lastaggregat till Caterpillar 920 samt Hymas grävlastare. 1984 avslutas tillverkningen av baklastarna (modell LM622/642) efter 26000 tillverkade maskiner, men samarbetet med Volvo BM fortsätter några år med tillverkning av väghyveln 3500.
1982 presenteras den vidareutvecklade Lundbergaren L342. Modellerna utvecklades sedan vidare till 343, 344, 345 och nu senaste 4200/5200/6200/7200. 1987 såldes företaget på nytt och blev nu Valmet Hymas AB.

## Nutid
Idag heter företaget Lundberg Hymas och tillverkar Lundbergaren i nya versioner. Sedan november 2007 ägs Lundberg Hymas av Lännen Tractors. Företaget håller till i en liten del av de lokaler man byggde på Hedensbyn i mitten på 1970-talet.
Birger Lundberg avled 1982 och brodern Göran 1989.